# Able Gospel Choir
Able Gospel Choir har hjemme i Fredens Kirke i Odense. 
Siden korets begyndelse i 2002 er der givet koncerter i kirker, på caféer, spillesteder og festivaler samt bryllupper, rytmiske gudstjenester, og private selskaber. Koret tilbyder også foredragsaftener omkring gospelhistorien, hvor koret bidrager med musiske indslag.
Able Gospel Choir er et kor på ca. 20 øvede og engagerede sangere, der med et bredt repertoire synger både traditionel og nyere gospel. Arrangerementerne er præget af swing, jazz og pop blandet med toner fra den traditionelle amerikanske gospelstil. Ved koncerter optræder koret med klaver, trommer og bas, men de giver også ofte a cappella-koncerter. 